# Leszek Ojrzyński
Leszek Ojrzyński (Ciechanów, 31 maggio 1972) è un allenatore di calcio polacco, tecnico dello Zagłębie Lubin.

## Palmarès

### Allenatore

#### Competizioni nazionali
- Coppa di Polonia: 1

Arka Gdynia: 2016-2017
- Supercoppa di Polonia: 1

Arka Gdynia: 2017